# C.F. Aagaard
Carl Frederik Aagaard (født 29. januar 1833 i Odense, død 2. november 1895) var en dansk dekorationsmaler og landskabsmaler.
Aagaard, der var søn af skomager Ole Aagaard og Anna Ursula født Winchler, lærte malerhåndværket i Odense; men da han ønskede at uddanne sig til kunstner, kom han i 1852 til København, hvor hans bror Johan Peter Aagaard var xylograf. Hos ham lærte han at tegne på træ og at radere. Hos dekorationsmaler Georg Hilker øvede han sig i dekoration, mens han samtidig gik på Kunstakademiet. Skønt han snart lagde sig efter landskabsmaleriet under P.C. Skovgaards vejledning og har gjort dette til sit hovedfag, har han dog ikke alene i sine yngre år, men også senere udført anselige dekorationer. 
I forening med Hilker deltog han i den maleriske udsmykning af Landbohøjskolen og Universitetets vestibule, hvilken sidste han i de senere år har restaureret; med Heinrich Hansen deltog han i udførelsen af demalede omgivelser omkring Wilhelm Marstrands billeder i Christian 4.'s kapel i Roskilde Domkirke, selvstændig dekorerede han Studenterforeningen, Frijsenborg, tilskuerpladsen i Dagmarteatret, koncertsalen i "National" med mere. Som landskabsmaler begyndte han at udstille i 1857 med Fritvoxende Markblomster, der havde vundet den Neuhausenske Præmie. 
|  |  | I 1865 fik han den Sødringske Opmuntringspræmie for et stort landskab, Efteraarsmorgen i Dyrehaven, som blev købt til Den Kongelige Malerisamling; i 1870-71 og 1875-76 var han på længere udenlandsrejser, begge gange til Italien, hvis natur han har gengivet i store billeder, for eksempel Udsigt fra Theatret i Taormina (tilhørende kammerherre Treschow), medens han ikke forsømte i Pompeji og andetsteds at foretage dekorationsstudier. I tiden mellem de to rejser var han i 1874 blevei medlem af Kunstakademiet. Aagaard dvæler ikke med forkærlighed ved en enkelt naturstemning eller formation. Bjærglandskab fra Schweits (H.M. Kongen) veksler med Skovsø fra Hellebæk, Møens Klint i strålende solskin med Optrækkende Tordenvejr, gråvejr med måneskin, blomstrende haver med vilde skovpartier. |

Aagaard blev i 1858 gift med Anna Emilie Eline Pio, datter af violinist Pierre Theodore Pio og Hansine Vilhelmine født Thomsen. Han blev titulær professor 1892 og Ridder af Dannebrog 1879. Han boede i Rosenvænget på Østerbro i villaen Rosenvængets Allé 46, som han lod arkitekten Vilhelm Dahlerup opføre 1875. Foran huset genbrugte arkitekten de gamle stenborner fra Det Kongelige Teater, der da lige var blevet nedrevet. Huset blev fredet 1977. 
Han er tegnet af Constantin Hansen (tegning på Frederiksborgmuseet). Der findes portrætter af Aagaard af Carl Wentorf på Charlottenborg (1880) og af Peder Mønsted. Buste af Ludvig Brandstrup i Kunstnerforeningen af 18. november (1897).
Aagaard er begravet på Holmens Kirkegård.

## Billeder
| - Andre værker af C.F. Aagaard - Fritvoksende markblomster, 1857 - En loggia i Amalfi, 1873 - En antik søjlegang i Italien, 1874 - Parti fra Capri, 1876 - Sommerdag på Møns Klint, ca. 1877 - Skovparti ved Sorø, 1880 - Pergola i Amalfi, ca. 1880 - Kystlandskab, ca. 1880 - To hyrdedrenge, 1885 - Hjorte ved en sø, 1888. - Børn på stranden. Parti fra Saltholm med udsigt til Sverige, 1890 - Fra Taormina på Sicilien Ukendt dato |